# 京成上野駅
京成上野駅（けいせいうえのえき）は、東京都台東区上野公園にある、京成電鉄本線の駅である。同線の起点。駅番号はKS01。
日暮里駅や押上駅と共に、京成における東京側のターミナル駅である。ただし、利用者数は山手線や常磐線、京浜東北線と乗り換えしやすい日暮里駅の方がかなり多い。東日本旅客鉄道（JR東日本）や東京地下鉄（東京メトロ）の上野駅と近接し、徒歩乗換が可能である。

## 歴史
もともと押上駅を起点としていた京成は、都心への乗入を目指しており、都心側ターミナルを上野とする鉄道敷設免許を有していた筑波高速度電気鉄道を買収し、その免許を利用して当駅へ延伸を行うこととなった。
上野公園地下線建設時の条件として、元々上野恩賜公園が御料地から1924年（大正13年）、当時東京市に払い下げられたものであり、「公園の樹木、特に桜の根を損傷してはならない。寛永寺などの建造物に影響を及ぼしてはならない」などの厳しい条件を付けられた。後年行われた大規模改良工事の時も公園の環境保全には特に注意が払われていた。
太平洋戦争末期に陸運統制令による強制収用で当駅 - 日暮里駅間営業を休止し、下り線を三線軌条化した上で地下線内に国鉄車両を搬入して指令設備などが置かれたが、実際には余り使用されなかったと言われている。また、上野駅構内を軍需工場へ転用するための検討が行われ、機材の配置図面作成や条件交渉が行われているうちに終戦を迎えたという。営業再開時点では下り線の軌道復元および車両撤去が遅れており、上り線を使用しての単線運行としたという。なお、文献によっては、省電避難場所や学童疎開列車発着場所として使用されたなどといった記述 もあるが、真偽ははっきりと分かっていない。

### 年表
- 1929年（昭和4年）2月12日：筑波高速度電気鉄道が免許取得[2]。
- 1930年（昭和5年）10月15日：筑波高速度電気鉄道が京成電気軌道（現・京成電鉄）に吸収合併される[3]。
- 1933年（昭和8年）12月10日：上野公園駅（うえのこうえんえき）として開設[4]。当初は2面4線で、ホーム有効長は4両分[5]。
- 1945年（昭和20年）
  - 6月10日：運輸省接収命令により、当駅 - 日暮里駅間営業休止[6]。
  - 10月1日 - 営業再開[7]。
- 1953年（昭和28年）5月1日 - 駅名を京成上野駅に改称[4]。
- 1967年（昭和42年） - 6両編成運転開始に伴い1番線を閉鎖してホーム延伸、2面3線化[5]。
- 1972年（昭和47年）10月25日 - 「スカイライナー」運行開始に伴う大規模改良工事着工[5]。6両編成列車は日暮里駅で折返しとなる[5]。
- 1973年（昭和48年）
  - 6月16日：大規模改良工事進捗に伴い、半年間営業休止（その間は全列車日暮里駅で折返し）[5]。
  - 12月16日：完成したホームのうち1面2線を使用して営業再開[5]。
- 1975年（昭和50年）
  - 8月1日：戦後の引揚者によって通路片側を占拠されていた地下道をリニューアル[8]。
  - 12月21日：1面2線のホームを増設する改良工事完成、2面4線化[9]。ホームの長さは10両編成の電車まで停車できるようになった[9]。
- 1976年（昭和51年）
  - 年内：京成で2番目の自動改札機新設。また他駅発行乗車券は磁気券でなかったため、入場専用自動改札機として供用されていた。
  - 4月2日：駅駐車場と交通広場が完成[10]。
  - 7月14日：駅改良工事完了[11]。
- 1988年（昭和63年）2月1日：駅構内が終日禁煙となる[12]。
- 2017年（平成29年）
  - 10月3日 - 1番線で固定柵の供用開始[13]。
  - 10月5日：2番線で固定柵使用開始[13]。
  - 10月7日：3番線で固定柵使用開始[13]。
  - 10月10日：4番線で固定柵使用開始[13]。
- 2019年（平成31年）3月19日：リニューアル工事が完了[14][15]。発車メロディを導入[14]。
- 2020年（令和2年）1月31日：1・2番線ホーム上にトイレを新設[16]。

## 駅構造
2019年ダイヤ改正前は京成を省いて「上野」と駅名表記、案内されることがあったが、従来より正式駅名で表記される標識類も多く見られた。
島式ホーム2面4線を有する地下駅で本線のターミナル駅である。上野恩賜公園の真下に立地する。地下2階建の構造となっており、地下1階がコンコース、地下2階がプラットホームである。駅改装工事に際して、各階段にエスカレーターが設置されたほか、バリアフリー対応のため、正面口の階段横および、コンコースとホームと連絡するエレベーターも設置されている。またコンコース改札内にバリアフリー対応のトイレが設置されている。
コンコース上の発車標は、他の駅と同じLED式（それ以前は幕式）を使用していたが、成田空港線（成田スカイアクセス線）開業を迎えた2010年からはフルカラーLCD式が使用されている。
初代の自動改札機は1976年に設置された。1990年代に更新・増設された時は、中央の有人通路がAE100形先頭車をモチーフとした「スカイライナー」専用改札口とされた。その後専用改札はなくなり、通常自動改札機へ変更された。現在では幅広型自動改札機を中央右側に2台設置している（写真参照）。
NTTBPの公衆無線LAN設備が設置されており、docomo Wi-Fiが利用可能。またUQコミュニケーションズの公衆無線LAN設備が設置されており、Wi2の公衆無線LANサービスが利用可能。
開業時の駅本屋は、現在の当駅正面口から中央通りを隔てて対面になる位置に建設され「京成聚楽ビル」「上野京成ビル」などの名称があった。設計は久野節が手掛けた。同ビルは全階に大日本食堂（現：聚楽）の運営する飲食店が入居していた（戦前の古絵葉書には「京成聚楽」と共に「食堂・デパート」の看板がある）が、戦後は京成電鉄本社として機能し、その後1969年 - 1977年まで「上野京成ホテル」として使用された。末期にはヨドバシカメラ上野駅前店や飲食店等のテナントが入居し、ビル内の駅出入口も「アメ横口」として残されていたが、老朽化に伴い2006年に解体された。跡地にはヨドバシカメラのビルが建設され、ヨドバシカメラ マルチメディア上野となっている。
京成電鉄は2017年4月に駅リニューアルに着手し、2019年3月に完成した。「スカイライナー」に乗り降りする訪日外国人が多いことから、改札外コンコースに観光案内所を設け、大きなスーツケースを持った旅行客が通りやすい幅広自動改札機を増設。駅内は「上野の杜（）」をイメージして木や石を多用したデザインにし、トイレの改修、飲食・物販店の増設などにより利便性を高めた。
ホーム上の発車標はフルカラーLED式のものが設置されており、日暮里駅や空港第2ビル駅・成田空港駅同様に英語放送も実施されている。
駅長配置駅で当駅のみの単駅管理。

### 出口・連絡通路
地上出口と外部への連絡通路は計6か所ある。
- 正面口
JR線（不忍口）、バス（上野公園山下バス停、京成上野駅バス停）、上野公園（西郷隆盛像）方面
- 池の端口（2ヶ所）
上野公園（不忍池）方面
- 京成上野駅駐車場通路
京成上野駅駐車場（上野公園や動物園通りに出られる徒歩出口が3カ所ある）、タクシーのりば方面
- 東京メトロ線連絡通路
東京メトロ線、JR線（正面玄関口）、上野中央通り地下歩道（上野広小路駅・上野御徒町駅）、上野マルイ方面
- アメ横方面連絡通路（22時閉鎖）
ヨドバシカメラマルチメディア上野、アメヤ横丁方面

過去には、旧本屋にアメ横口、朝日生命ビル前に広小路口、上野公園内駅直上に公園口が設置されていたが、いずれも現在はない（公園口のみ非常口として現存）。
上野中央通り地下歩道建設前まで、以前当駅コンコースとアメ横口を結んだ地下通路には「京成上野ステーションギャラリー」が存在し、通路の壁をガラス空間にして写真や絵画などの展示スペースとしていた。
正面口の右側の壁一面には、こいのぼりと風車をモチーフにした陶板壁画「風月延年」（メキシコの著名な日系人壁画家であるルイス・ニシサワの作）が設置されている。1981年9月26日に駅構内で設置され始め、後年現在地へ移設されている。
当駅と上野駅を一つの接続駅とした連絡運輸が実施されており、JR東日本線連絡定期乗車券が購入できる。駅構内乗換案内表示ではJR線・銀座線・日比谷線に加えて都営大江戸線（上野御徒町駅接続）が表記されているが、こちらとの連絡運輸は行っていない。

### ギャラリー

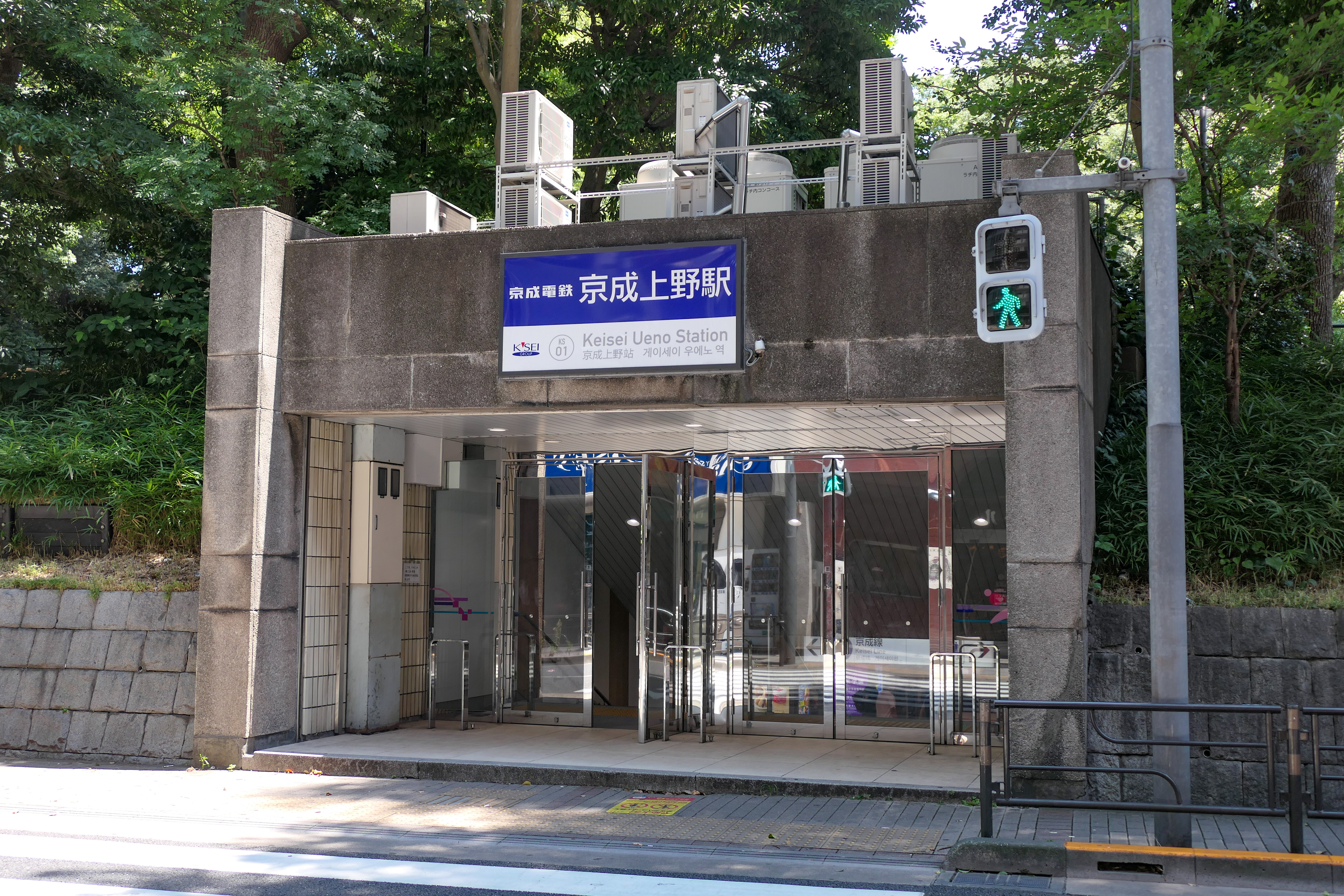
池の端口外観
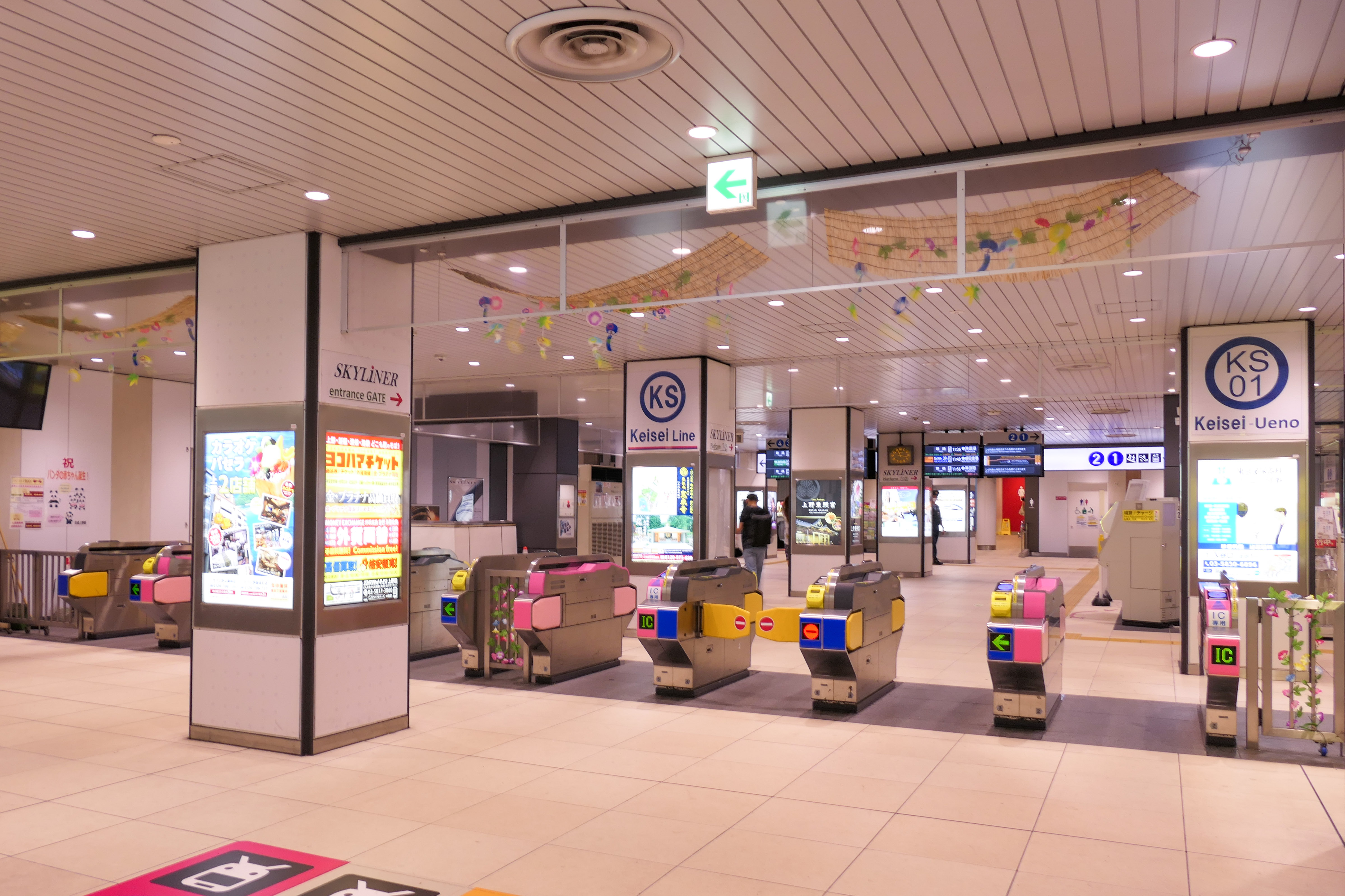
改札口
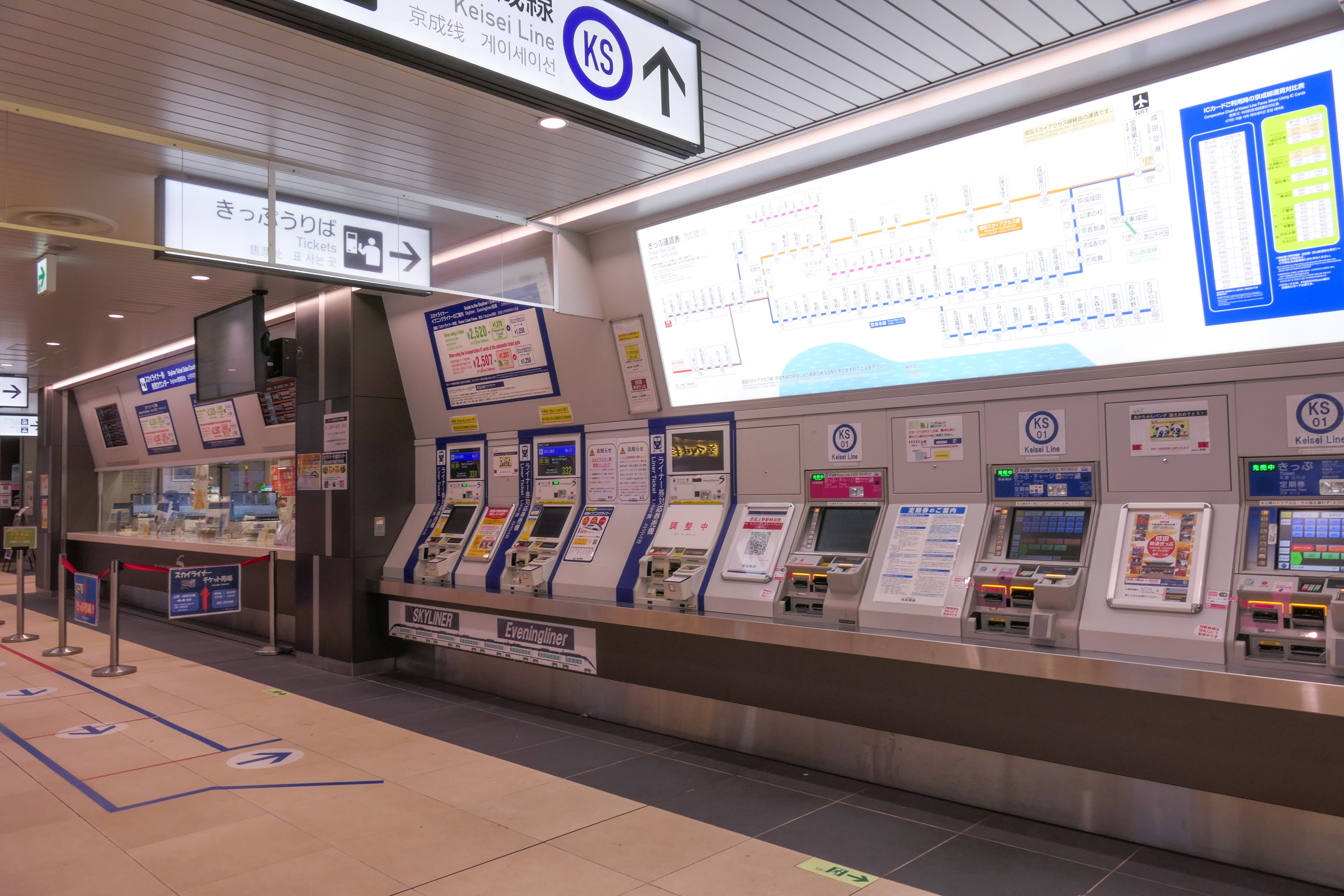
切符券売機と窓口
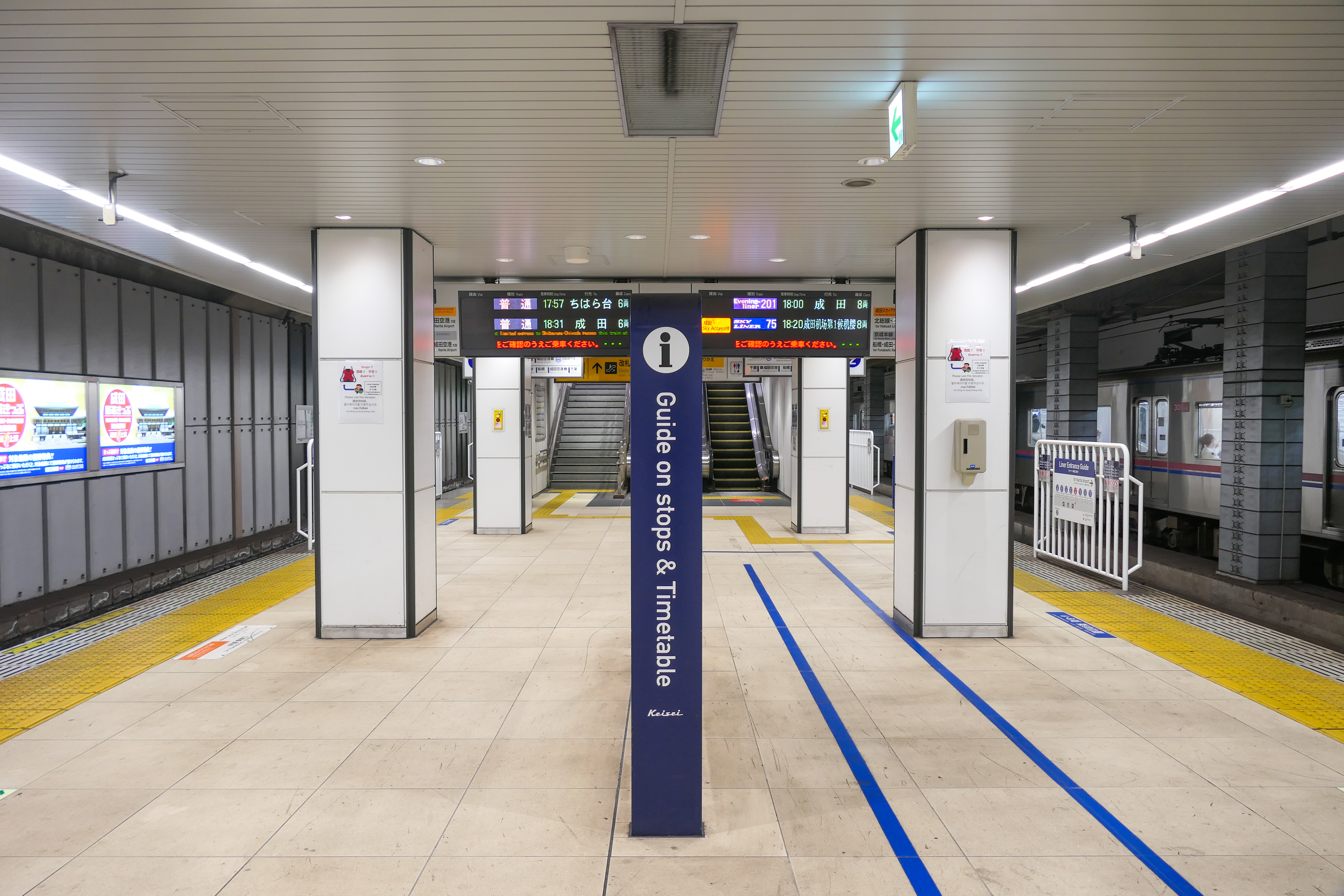
1・2番線ホーム
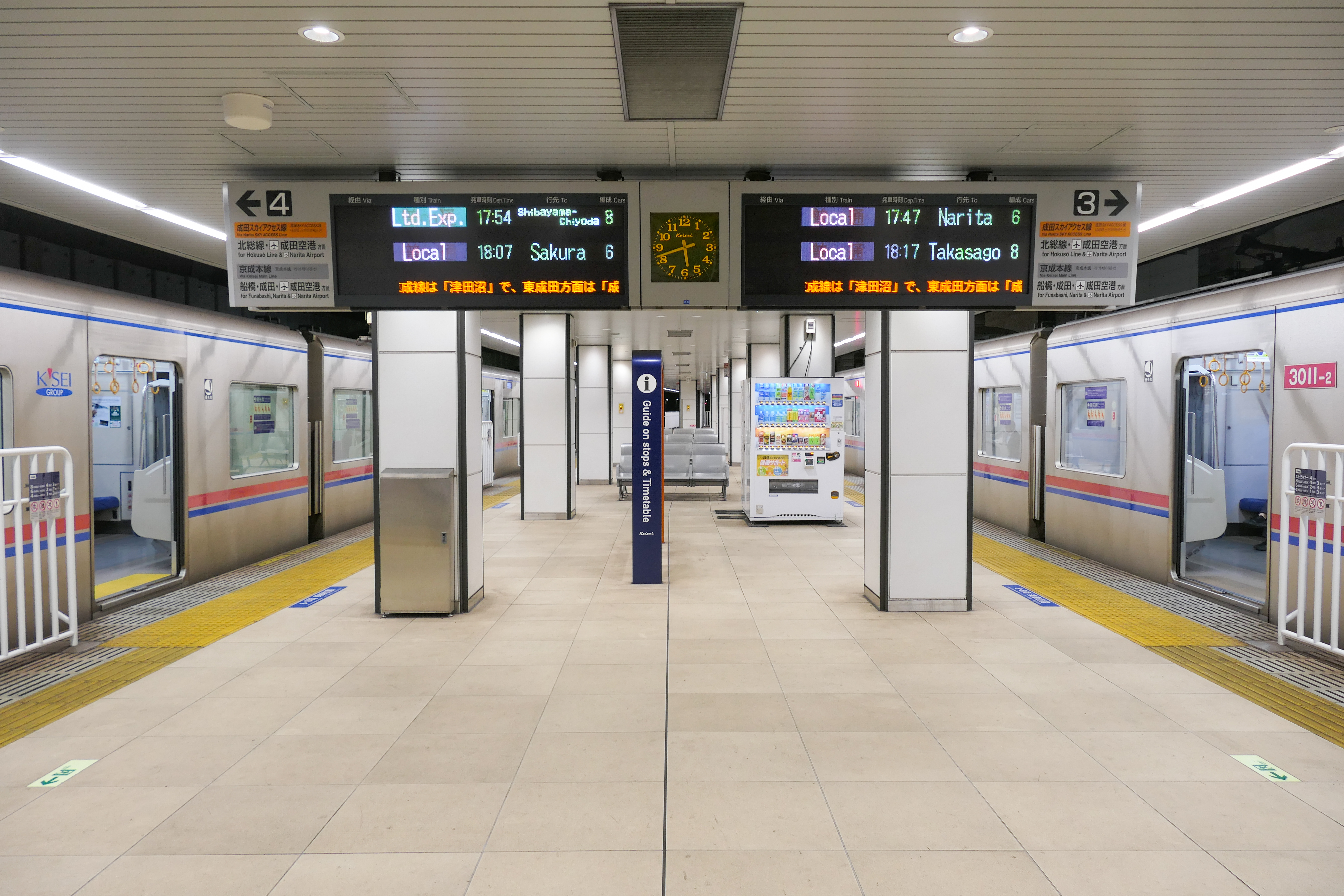
3・4番線ホーム
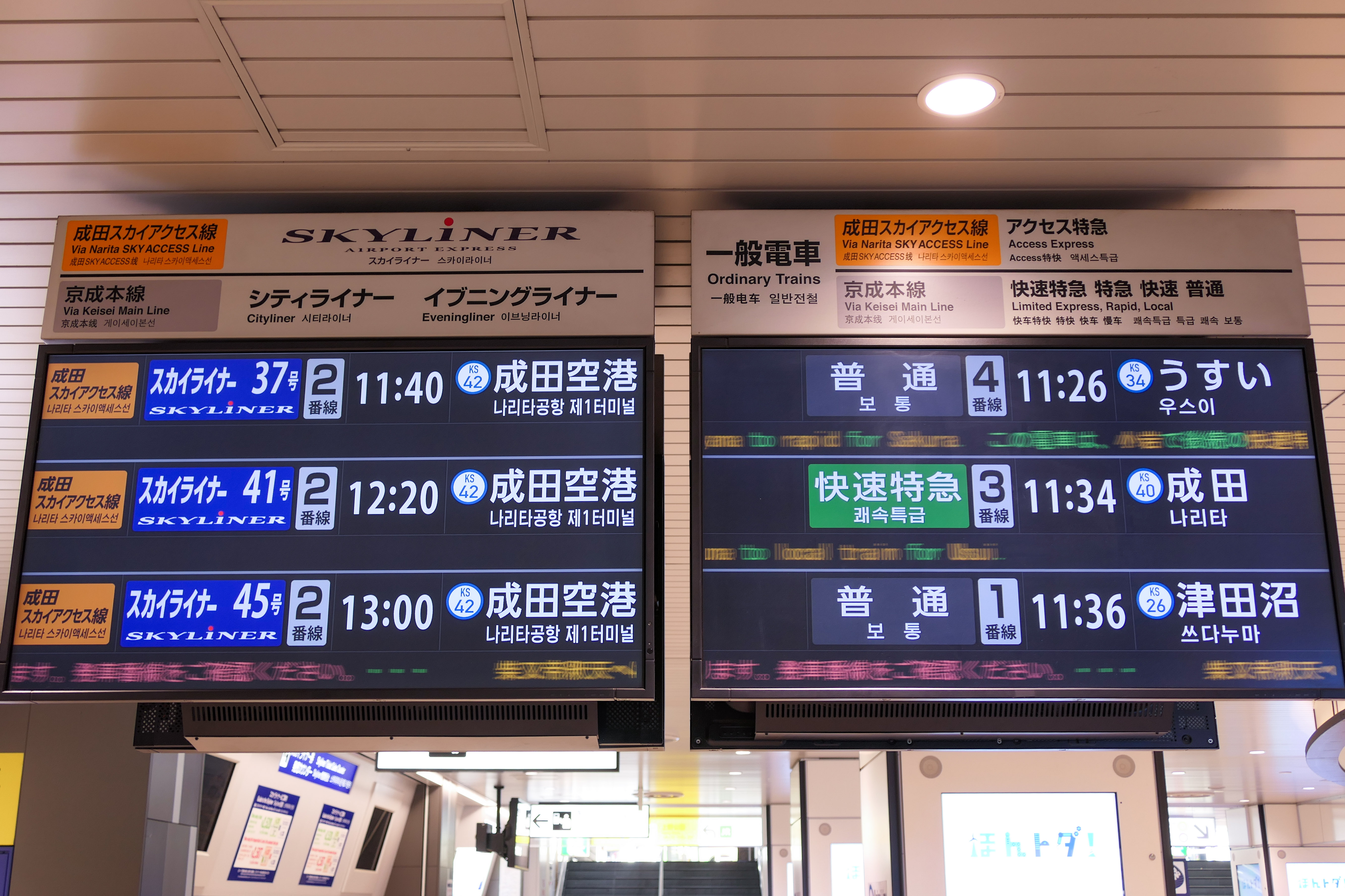
コンコース上の発車標

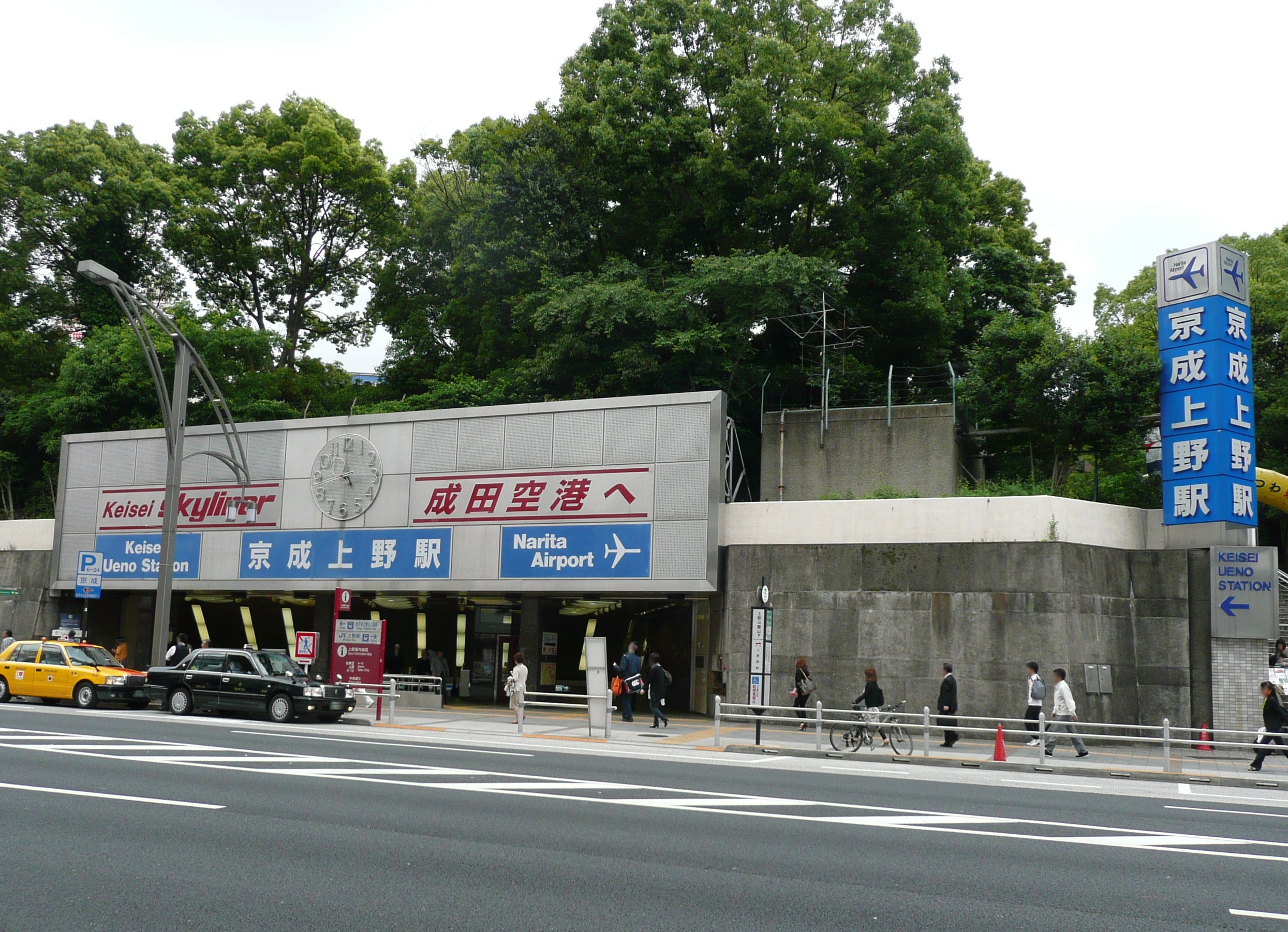
正面口外観（リニューアル前）
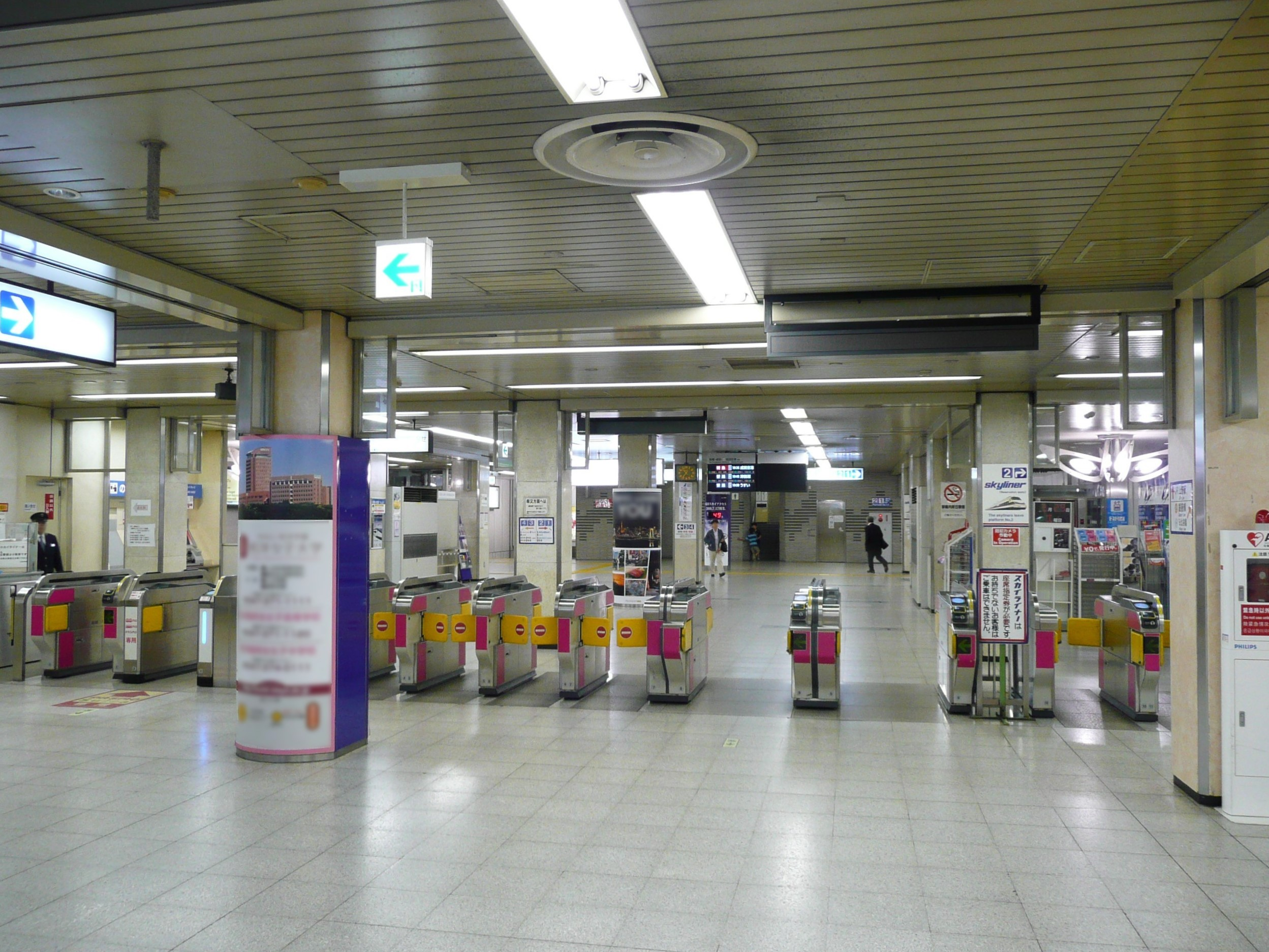
改札口（リニューアル前）
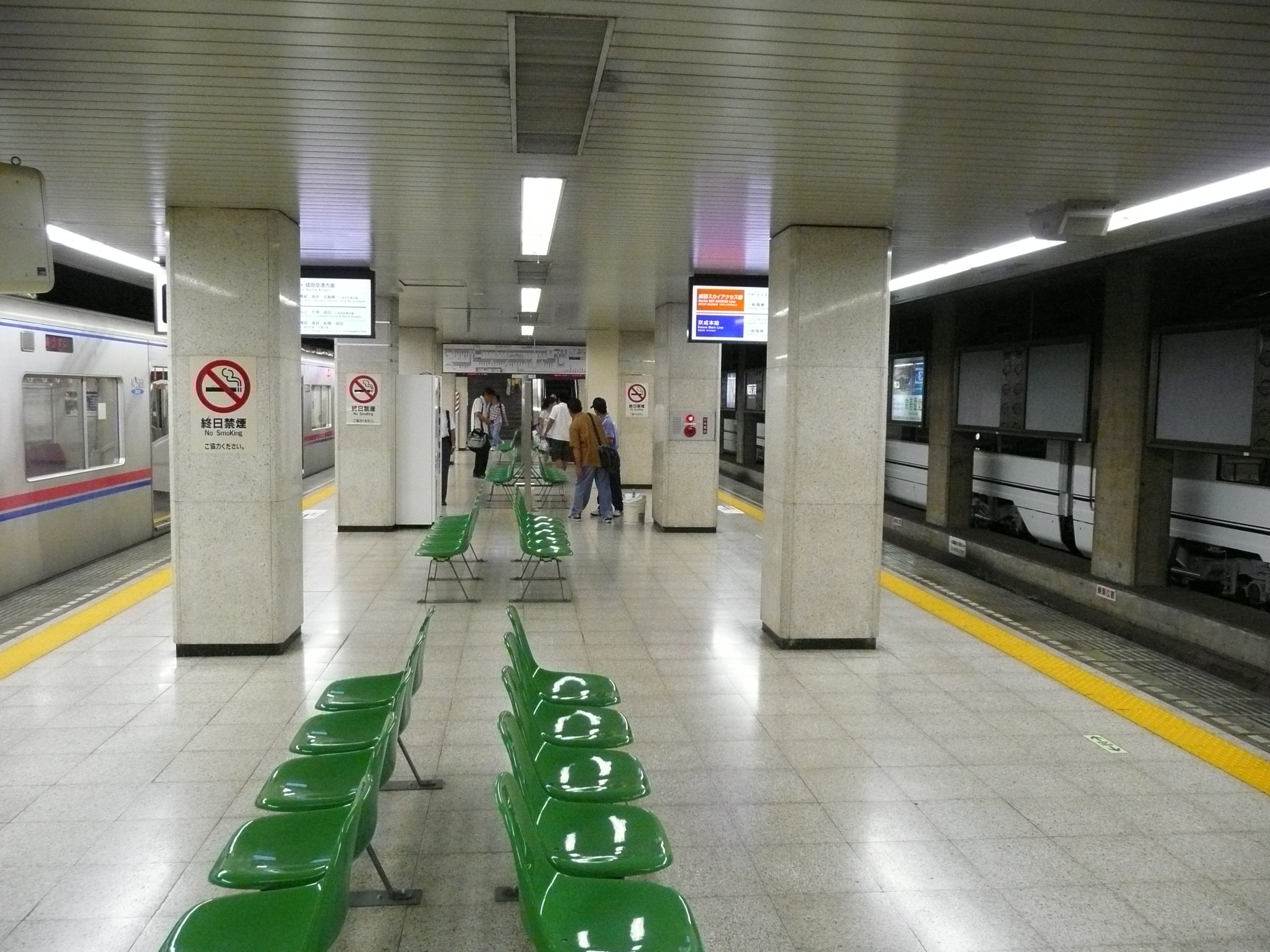
ホーム（リニューアル前）

### のりば
| 番線  | 路線                 | 種別                   | 行先                                                        | 備考                          |
| ----- | -------------------- | ---------------------- | ----------------------------------------------------------- | ----------------------------- |
| 1 - 4 | 成田スカイアクセス線 | 「スカイライナー」     | 成田空港方面                                                |                               |
| 1 - 4 | 成田スカイアクセス線 | アクセス特急           | 青砥・京成高砂・北総線・ 成田空港方面                       | 夕方17時以降のみ乗り入れ      |
| 1 - 4 | 京成本線             | 「シティライナー」     | 青砥・京成船橋・京成成田方面                                | 2015年12月5日以降は不定期運行 |
| 1 - 4 | 京成本線             | 「イブニングライナー」 | 青砥・京成船橋・八千代台・京成佐倉・京成成田・ 成田空港方面 |                               |
| 1 - 4 | 京成本線             | 一般電車               | 青砥・京成高砂・京成船橋・京成成田・ 成田空港・京成千葉方面 |                               |

- 上表路線名は成田空港線開業後の旅客案内名称に基づいている。
- ラッシュ時は列車種別による発車番線振分けは特にないが、日中時間帯は、1・4番線は普通、2番線は「スカイライナー」、3番線は特急・快速特急が発着する。
- 「スカイライナー」「イブニングライナー」「シティライナー」到着時には、乗車に関する注意事項や車内清掃などの案内放送が流れる。
- 「スカイライナー」「シティライナー」は京成上野 - 日暮里駅間のみの利用は出来ない。また、「スカイライナー」については京成上野 - 青砥駅間のみの利用もできない。
- 2019年3月19日から全てのホームで発車メロディが導入されている（発車ベルと併用）[14]。

### 駅構内施設
全て改札外に設置されている。
- ファミリーマート 京成上野駅店（am/pm転換店舗）
- みずほ銀行・セブン銀行ATM
- KEISEI GIFT JAPANESE SOUVENIER 京成上野駅構内店
- 外貨両替専門店「トラベレックス」京成上野店[20]
- 東京観光情報センター 京成上野支所 - 成田空港に到着した外国からの旅行者が最初に訪れる東京都内の駅の一つであることから、設置されている。
- デリフランス 京成上野駅店
- マツモトキヨシ京成上野駅店
- 地下タクシー乗り場
- 京成上野駅手荷物カウンター

## 利用状況
2024年度の1日平均乗降人員は48,475人である。隣駅である日暮里駅（101,435人）の半分以下である。
近年の1日平均乗降・乗車人員の推移は下表の通りである。
| 年度               | 1日平均 乗降人員 | 1日平均 乗車人員 | 出典     |
| ------------------ | ---------------- | ---------------- | -------- |
| 1990年（平成02年） |                  | 34,244           | [ * 1 ]  |
| 1991年（平成03年） |                  | 33,571           | [ * 2 ]  |
| 1992年（平成04年） |                  | 33,011           | [ * 3 ]  |
| 1993年（平成05年） |                  | 32,167           | [ * 4 ]  |
| 1994年（平成06年） |                  | 31,619           | [ * 5 ]  |
| 1995年（平成07年） |                  | 31,511           | [ * 6 ]  |
| 1996年（平成08年） |                  | 30,742           | [ * 7 ]  |
| 1997年（平成09年） |                  | 29,197           | [ * 8 ]  |
| 1998年（平成10年） |                  | 28,123           | [ * 9 ]  |
| 1999年（平成11年） |                  | 27,571           | [ * 10 ] |
| 2000年（平成12年） |                  | 26,992           | [ * 11 ] |
| 2001年（平成13年） | 49,828           | 26,797           | [ * 12 ] |
| 2002年（平成14年） | 50,007           | 26,619           | [ * 13 ] |
| 2003年（平成15年） | 47,962           | 25,956           | [ * 14 ] |
| 2004年（平成16年） | 47,265           | 25,696           | [ * 15 ] |
| 2005年（平成17年） | 47,518           | 25,786           | [ * 16 ] |
| 2006年（平成18年） | 48,000           | 26,033           | [ * 17 ] |
| 2007年（平成19年） | 47,561           | 25,825           | [ * 18 ] |
| 2008年（平成20年） | 46,814           | 25,400           | [ * 19 ] |
| 2009年（平成21年） | 46,503           | 25,153           | [ * 20 ] |
| 2010年（平成22年） | 44,399           | 24,507           | [ * 21 ] |
| 2011年（平成23年） | 43,241           | 23,806           | [ * 22 ] |
| 2012年（平成24年） | 44,002           | 24,197           | [ * 23 ] |
| 2013年（平成25年） | 43,576           | 23,901           | [ * 24 ] |
| 2014年（平成26年） | 43,363           | 23,863           | [ * 25 ] |
| 2015年（平成27年） | 44,814           | 24,664           | [ * 26 ] |
| 2016年（平成28年） | 46,432           | 25,559           | [ * 27 ] |
| 2017年（平成29年） | 49,028           | 26,940           | [ * 28 ] |
| 2018年（平成30年） | 50,818           | 27,871           | [ * 29 ] |
| 2019年（令和元年） | 50,235           | 27,489           | [ * 30 ] |
| 2020年（令和02年） | 30,980           | 16,480           | [ * 31 ] |
| 2021年（令和03年） | 32,115           | 17,226           | [ * 32 ] |
| 2022年（令和04年） | 38,573           | 20,906           | [ * 33 ] |
| 2023年（令和05年） | 45,083           | 24,632           |          |
| 2024年（令和06年） | 48,475           | 26,599           |          |

## 駅周辺

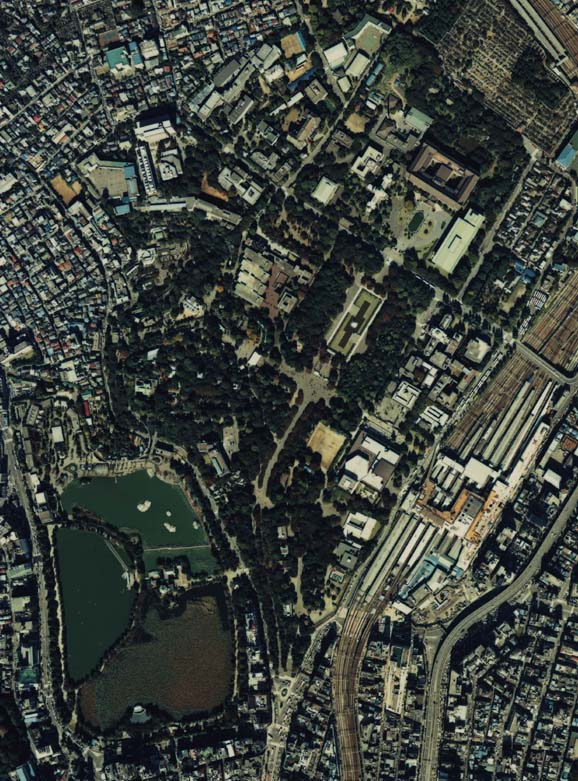
上野公園界隈航空写真

北東にJR東日本、東に東京メトロの上野駅があり、当駅は上野公園と繁華街の間にある。
- JR東日本・東京メトロ上野駅
- 上野恩賜公園（上野公園） - 当駅はこの公園の南端の地下にある。

（公園内施設である文化施設等については、上野恩賜公園を参照）
- アメヤ横丁
  - アメ横センタービル
- 鈴本演芸場
- お江戸上野広小路亭
- 下町風俗資料館
- ヨドバシカメラマルチメディア上野
- 上野マルイ
  - 上野駅前郵便局
- 松坂屋上野店
- 上野広小路駅（東京メトロ銀座線）・上野御徒町駅（都営地下鉄大江戸線） - 地上経由で出入口まで徒歩約5分。当駅から両駅までを結ぶ上野中央通り地下歩道と地下駐車場が建設され、2009年3月16日に完成した。この地下歩道で御徒町駅や仲御徒町駅まで移動することも可能。
- 東京メトロ千代田線湯島駅南西方向徒歩約7分
- 東京芸術大学上野キャンパス
- 東京都立上野高等学校
- 東京芸術大学音楽学部附属音楽高等学校
- 旧岩崎邸庭園
- 東京大学大学院医学系研究科・医学部
  - 東京大学医学部附属病院

### バス路線
正面口付近に「京成上野駅」と「上野公園山下」の2つの停留所が立地する。このほか上野駅・御徒町周辺にバス停が散在する。詳細は上野駅#バス路線を参照。

## 隣の駅
京成電鉄
 本線
- ■「スカイライナー」発着駅、■「モーニングライナー」終着駅、■「イブニングライナー」始発駅

■快速特急・■アクセス特急・■特急・■通勤特急・■快速・■普通
京成上野駅（KS01） - 日暮里駅（KS02）
- 大晦日や正月などの特定日には、■「シティライナー」も発着する。
- 当駅 - 日暮里間にはかつて博物館動物園駅（2004年廃止）と寛永寺坂駅（1953年廃止）が存在していた。
- 当駅（京成上野駅）から隣の日暮里駅までの停車間距離最高速度（種別毎に定められた駅同士の間の最高速度）は全列車共通で50 km/hだが、地下区間を含めて急カーブが連続して続き40 km/hの速度制限があるため、2.1 kmを4分近くかけて走っている。